# Kingstown
Kingstown je hlavním městem, hlavním přístavem a hlavním obchodním centrem Svatého Vincence a Grenadin. S počtem obyvatel 12 909 (2012) je Kingstown nejlidnatější osadou v zemi. Je to centrum zemědělského průmyslu ostrova a vstupní přístav pro turisty. Město leží ve farnosti Saint George v jihozápadním rohu Saint Vincent.

## Historie
Moderní hlavní město Kingstown bylo založeno francouzskými osadníky krátce po roce 1722, ačkoli Svatý Vincenc měl před svou nezávislostí 196 let britské nadvlády.
Botanická zahrada, koncipovaná v roce 1765, je jednou z nejstarších na západní polokouli. William Bligh, který se proslavil vzpourou na Bounty, sem přivezl semeno chlebovníku k výsadbě kolem roku 1793.

## Doprava

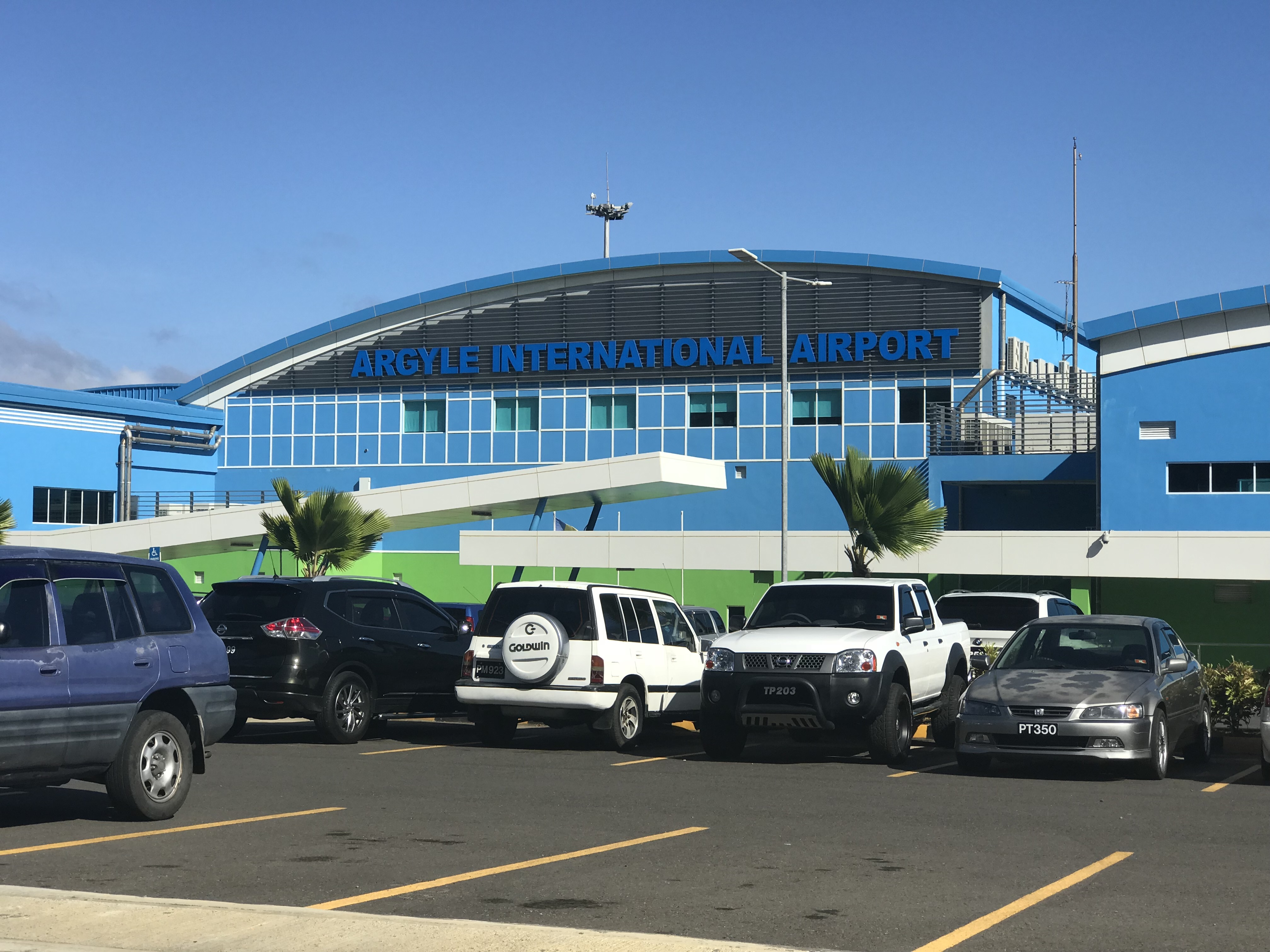
Mezinárodní letiště Argyle, Kingstown

Město je obsluhováno mezinárodním letištěm Argyle, které má komerční osobní dopravu do Spojených států, Kanady a brzy do Spojeného království.
Letiště je druhým solárním letištěm v Karibiku, po mezinárodním letišti V. C. Bird v Antigua.